# Jonathan Wilson
Jonathan Wilson (* 9. Juli 1976 in Sunderland, Tyne and Wear) ist ein britischer Sportjournalist.

## Wirken
Als Fußballkorrespondent schreibt Wilson für diverse englische Zeitungen wie die Financial Times oder den Guardian. Darüber hinaus arbeitet er für Fußballmagazine in Großbritannien, China, Indien und Japan.
Neben seiner journalistischen Tätigkeit ist Wilson auch als Buchautor aufgefallen. In seinem 2006 erschienenen Erstlingswerk Behind the Curtain Football in Eastern Europe setzt er sich mit dem Fußball in Osteuropa auseinander. Das Buch wurde für den NSC Football Book of the Year Award nominiert. In Sunderland A Club Transformed, 2007 erschienen, beschreibt er die Spielzeit 2006/07 für den FC Sunderland, in der der im August 2006 vom Klub verpflichtete Roy Keane die Mannschaft aus der Abstiegszone der zweiten englischen Liga zurück in die Premier League führte. Im Juni 2008 erschien zur Europameisterschaft unter dem Titel Inverting the Pyramid – The History of Football Tactics Wilsons drittes Buch, eine Abhandlung über die Geschichte der Taktik im Fußball, welches 2011 mit dem Titel Revolutionen auf dem Rasen – Eine Geschichte der Fußballtaktik auf Deutsch erschien.
Seit März 2011 ist er zudem Herausgeber des vierteljährlich erscheinenden Fußballmagazins The Blizzard.

## Publikationen
Deutsch
- Revolutionen auf dem Rasen: Eine Geschichte der Fußballtaktik. Verlag Die Werkstatt, Göttingen 2011. ISBN 978-3-89533-769-7
- Outsider: Eine Geschichte des Torhüters. Verlag Die Werkstatt, Göttingen 2014. ISBN 978-3-7307-0099-0

Englisch
- Behind the Curtain: Travels in Eastern European Football. 2006
- Sunderland: A Club Transformed. 2007
- Inverting the Pyramid: The History of Football Tactics. Orion Books, London (UK), 2008. ISBN 978 1 4091 1111 5
- The Anatomy of England: A History in Ten Matches. 2010
- Brian Clough: Nobody Ever Says Thank You. 2011
- The Outsider: A History of the Goalkeeper. 2012
- The Anatomy of Liverpool: A History in Ten Matches. 2013
- Angels with Dirty Faces: how Argentinian soccer defined a nation and changed the game forever. Nation Books, New York, 2016. ISBN 9781568585529
- The Anatomy of Manchester United: A History in Ten Matches. 2017
- The Barcelona Legacy: The Evolution of winning soccer Tactics from Cruyff to Guardiola, Blink Publishing, London, 2018. ISBN 978-1-56858-853-7
- Names Heard Long Ago: How the Golden Age of Hungarian Football Shaped the Modern Game. Blink Publishing (London, UK), 2019. ISBN 978-1-788-702-73-7